# يودو كيير
يودو كيير (بالألمانية: Udo Kier)‏ (و. 1944 – م) هو ممثل من ألمانيا . ولد في كولونيا .

## روابط خارجية
- يودو كيير على موقع IMDb (الإنجليزية)
- يودو كيير على موقع مونزينجر (الألمانية)
- يودو كيير على موقع قاعدة بيانات الأفلام العربية
- يودو كيير على موقع ألو سيني (الفرنسية)
- يودو كيير على موقع ميوزك برينز (الإنجليزية)
- يودو كيير على موقع أول موفي (الإنجليزية)
- يودو كيير على موقع قاعدة بيانات الأفلام السويدية (السويدية)
- يودو كيير على موقع إن إن دي بي (الإنجليزية)
- يودو كيير على موقع ديسكوغز (الإنجليزية)
- يودو كيير على موقع قاعدة بيانات الفيلم (الإنجليزية)